# Xaveria
Xaveria ist ein seltener weiblicher Vorname.

## Herkunft und Bedeutung
Er hat sich im Laufe der Zeit als Pendant zum männlichen Xaver herausgebildet. Der Name stammt vom Schloss Xavier, dem Geburtsort des Heiligen Franz Xaver, ab. Es liegt in der spanischen Provinz Navarra (heute: Javier).  Die Variante Xaviera kommt global deutlich häufiger vor.

## Namenstag
- 3. Dezember – Hl. Franz Xaver (Francisco de Xavier y Jassu)

## Bekannte Namensträgerinnen
- Xaveria Rudler (1811–1886), deutsche Ordensfrau, erste Generaloberin der Borromäerinnen
- Xaviere Gauthier (* 1942), französische Autorin und Feministin
- Xaviera Hollander (* 1943), niederländische Schriftstellerin und Schauspielerin sowie vormaliges Callgirl.

## Varianten
Xaviera (englisch), Xavière (franz.), Xaverine, Xaverina
Siehe auch: